# Anatolij Bibiłow
Anatolij Bibiłow (oset. Бибылты Ильяйы фырт Анатолий, Bibylty Iljajy fyrt Anatolij ur. 6 lutego 1970 w Cchinwali) – osetyjski wojskowy i polityk, generał dywizji, minister ds. sytuacji nadzwyczajnych w latach 2008–2014, przewodniczący Parlamentu Osetii Południowej od 2014. Kandydat w wyborach prezydenckich w 2011 oraz w 2017. Prezydent Osetii Południowej w latach 2017–2022.

## Życiorys
Anatolij Bibiłow urodził się w rodzinie robotniczej. Uczęszczał do szkoły średniej z internatem, o profilu ze zwiększoną liczbą zajęć z języka rosyjskiego, wychowania fizycznego i szkolenia wojskowego. W latach 1988–1992 studiował w Wyższej Szkole Dowódczej Wojsk Powietrznodesantowych w Riazaniu. Po studiach rozpoczął służbę w jednostce sił powietrznych w Pskowie. W jej szeregach w 1992 uczestniczył w wojnie osetyjskiej, wspierając siły separatystów. W latach 1994–1996 służył w siłach zbrojnych Osetii Południowej.
Od 1996 do 1998 mieszkał w Kijowie, trudniąc się handlem i prowadząc własną działalność gospodarczą. Od 1998 do 2008 służył w batalionie wojsk pokojowych w Cchinwali.
W 2008 uczestniczył w drugiej wojnie w Osetii Południowej. 31 października 2008 prezydent Eduard Kokojty mianował go na stanowisko ministra ds. nadzwyczajnych oraz awansował do stopnia generała dywizji. Stanowisko ministra zajmował do 14 lipca 2014.
W 2011 otrzymał rosyjski Order Przyjaźni.

## Wybory prezydenckie w 2011
19 września 2011 został mianowany przez rządzącą partię Jedność kandydatem w wyborach prezydenckich zaplanowanych na 13 listopada 2011. W wyborach tych o mandat nie mógł ubiegać się kończący swą drugą i zarazem ostatnią kadencję prezydent Kokojty. Kandydatura Bibiłowa uzyskała akceptację rosyjskich władz, w tym rosyjskiego ministra ds. nadzwyczajnych Siergieja Szojgu oraz szefa administracji prezydenckiej Siergeja Naryszkina. Według badań przedwyborczych Bibiłow pozostawał jednym z faworytów do zwycięstwa.
W pierwszej turze wyborów 13 listopada 2011 zajął pierwsze miejsce, zdobywając 25,44% głosów poparcia, nieznacznie tylko wygrywając z kandydatką niezależną, byłą minister edukacji Ałłą Dżiojewą, która uzyskała 25,37% głosów poparcia.
W drugiej turze głosowania 27 listopada 2011, według wstępnych wyników ogłoszonych następnego dnia przez komisję wyborczą (spośród 75 z 84 okręgów wyborczych), uzyskał 40% głosów, podczas gdy Ałła Dżiojewa 56,7% głosów. Bibiłow zakwestionował jednak podane wyniki i złożył skargę wyborczą do Sądu Najwyższego, oskarżając sztab Dżiojewy o fałszerstwa wyborcze, w tym zastraszanie wyborców i wręczanie łapówek. Jeszcze tego samego dnia sąd wstrzymał dalsze ogłaszanie wyników wyborów do czasu rozpatrzenia skargi. Dżiojewa odrzuciła oskarżenia i wezwała rywala do wykazania się obywatelską postawą i akceptacji porażki.
29 listopada 2011 Sąd Najwyższy unieważnił drugą turę wyborów z powodu "naruszenia prawa przez zwolenników Dżiojewy w czasie głosowania", w tym zastraszanie wyborców. Nakazał powtórzenie całego procesu wyborczego, zakazując Dżiojewie, zgodnie z obowiązującym prawem, ponownego startu ze względu na złamanie prawa przez jej sztab. Parlament nową datę wyborów wyznaczył na 25 marca 2012. 6 lutego 2012 Bibiłow podjął decyzję o niestartowaniu w nowych wyborach, co tłumaczył wolą uniknięcia dalszych konfliktów i umożliwieniem obywatelom dokonania wyboru w spokojnej atmosferze. Wybory prezydenckie w 2012 wygrał Leonid Tibiłow.

## Wybory prezydenckie w 2017
23 czerwca 2014 objął stanowisko przewodniczącego parlamentu po tym, jak jego partia Zjednoczona Osetia, zwyciężyła w wyborach parlamentarnych z 8 czerwca 2014. W następnym miesiącu ustąpił ze stanowiska ministra ds. nadzwyczajnych.
Po raz drugi wziął udział w wyborach prezydenckich 9 kwietnia 2017. Jego głównym rywalem był urzędujący prezydent Leonid Tibiłow. Obaj kandydaci uważani byli za zwolenników ściślejszej współpracy z Federacją Rosyjską i zyskali sobie nieformalne poparcie ze strony jej władz. Bibiłow zwyciężył już w pierwszej turze głosowania, uzyskując 54,8% głosów poparcia, podczas gdy Tibiłow zdobył 33,7% głosów, a trzeci Alan Gagłojew – 10,1% głosów. Urząd objął 21 kwietnia 2017.
Anatolij Bibiłow jest żonaty, ma czworo dzieci.